# Câu lạc bộ bóng đá Young Elephants
Young Elephant FC là một câu lạc bộ bóng đá có trụ sở tại Viêng Chăn, Lào. Đội bóng này chơi ở Lao League 1, giải bóng đá quốc gia hàng đầu của Lào. Cầu thủ của câu lạc bộ chiếm ít nhất 80% đội tuyển bóng đá quốc gia Lào.
Young Elephant FC hiện tại bao gồm hai đội, một ở giải Lao League 1, và một đội khác đang chơi ở giải Lao League 2. Năm 2019, YEFC về thứ ba tại Lao League 1.

Các trận đấu sân nhà của Young Elephants FC đều diễn ra tại SVĐ Quốc gia Lào mới

## Cầu thủ và thành viên của đội

### Danh sách cầu thủ
Pepsi Lao League 1 Team
Tính đến 4 January 2022
Ghi chú: Quốc kỳ chỉ đội tuyển quốc gia được xác định rõ trong điều lệ tư cách FIFA. Các cầu thủ có thể giữ hơn một quốc tịch ngoài FIFA.
| Số | VT | Quốc gia | Cầu thủ                |
| -- | -- | -------- | ---------------------- |
| 1  | TM | Lào      | Solasak Thilavong      |
| 4  | HV | Lào      | Loungleung Keophouvong |
| 5  | HV | Lào      | Anoulack Vannalath     |
| 6  | HV | Lào      | Kittisak Phomvongsa    |
| 7  | HV | Lào      | Chitpasong Latthachack |
| 9  | TĐ | Lào      | Kydavone Souvanny      |
| 10 | TĐ | Lào      | Somxay Keohanam        |
| 11 | TV | Brasil   | Lucas Paulista         |
| 13 | TV | Lào      | Soulivanh Nivone       |
| 15 | HV | Lào      | Sonevilay Sihavong     |
| 16 | HV | Lào      | Xayasith Singsavang    |
| 17 | TV | Lào      | Bounphachan Bounkong   |
| 19 | HV | Lào      | Kaharn Phetsivilay     |
| 21 | TĐ | Lào      | Ananthana Chanthamaly  |

| Số | VT | Quốc gia | Cầu thủ                   |
| -- | -- | -------- | ------------------------- |
| 22 | HV | Lào      | Mek Insoumang             |
| 23 | HV | Lào      | Aphixay Thanakhanty       |
| 28 | TV | Lào      | Manolom Phetphakdy        |
| 29 | TV | Lào      | Somlith Sengvanny         |
| 31 | TM | Lào      | Xaysavath Souvanhansok    |
| 34 | TĐ | Lào      | Vannasone Douangmaity     |
| —  | TM | Lào      | Outthilath Nammakhoth     |
| —  | TĐ | Lào      | Somsavath Sorpharbmixay   |
| —  | TĐ | Lào      | Sengvilai Chanthasily     |
| —  | HV | Lào      | Thipphachanh Inthavong    |
| —  | TV | Lào      | Chanthaphone Waenvongsoth |
| —  | TĐ | Lào      | Sengdaovi Hanthavong      |
| —  | HV | Nhật Bản | Masaya Tobari             |
| —  | TĐ | Nhật Bản | Satoshi Iwahashi          |
| —  | TĐ | Nhật Bản | Ryota Yanagizono          |

## Ban lãnh đạo và ban huấn luyện
Tính đến  ngày 1 tháng 10 năm 2021
| Position                           | Name                         |
| ---------------------------------- | ---------------------------- |
| Chủ tịch                           | Jason Lim                    |
| CEO                                | Bon Soundala                 |
| Phó chủ tịch                       | Kevin Pereira                |
| Phó chủ tịch                       | Douangmany Souvannavong      |
| Tổng giám đốc và người quản lí đội | Thongsavath Mee Sirimanotham |
| Tổng thư kí                        | Jeremy Choong                |
| EXCO Member                        | Philip Tay                   |
| HLV trưởng                         | K.Balagumaran                |
| Trợ lí HLV                         | Kanlaya Sysomvang            |
| HLV thủ môn                        | Chanthakhad                  |
| HLV thể lực                        | Souvanny Sony                |